# Mega Man Star Force (videojuego)
Mega Man Star Force (en japonés Shooting Star Rockman (流星のロックマン Ryūsei no Rockman?)) es un videojuego de Mega Man para Nintendo DS, desarrollado por Capcom y dividido en 3 tarjetas, cada una con un satélite distinto. Es un juego estrechamente ligado con MegaMan Battle Network, ocurriendo 200 años después del final de los juegos.

## Temática/historia
La historia comienza en la ciudad de Sierra de Eco, en donde habita nuestro protagonista, un chico de 11 años llamado Geo Stelar (renombrable). Él es un estudiante de 5º grado de primaria, algo solitario, que recibe la noticia de la reciente desaparición de su padre Kelvin Stelar junto con su tripulación después de un misterioso incidente sufrido en una estación espacial llamada Paz, donde buscaban a través de la emisión de señales contactar seres extraterrestres (aliens o especies fuera de la Tierra) y entablar relaciones de paz.
Debido a esto, Geo siempre esta melancólico y triste, viviendo sólo con su madre Hope Stelar. No asiste a la escuela por la depresión que sufre, tomando clases en su propia casa y pasando la mayor parte del tiempo con el amigo de su padre Aaron Boreal, quien trabaja en AMAKEN, que es un centro de investigaciones y es quien le da la noticia del incidente. Él es quien le entrega el único objeto encontrado en el lugar, el Visualizador de su padre.
Una noche, mientras ve el cielo con el Visualizador, Geo conoce a un alienígena llamado Omega-xis (llamado en Japón Warrock; ウォーロック, Wōrokku) quien le dice que le hablará sobre su padre si le presta su cuerpo, transformándose en MegaMan (Rockman en Japón). Además, otros alienígenas llamados FM-ianos vienen a destruir la Tierra, por lo que MegaMan debe evitarlo.
Omega-xis se considera traidor del Rey FM, debido a que se robó la llave Andrómeda. Además, Omega-xis le cuenta a Geo de la desaparición de su padre durante el transcurso del juego. 
Geo y Omega-xis son ayudados en combate contra los FM-ianos por los 3 administradores de los satélites de las BrotherBands: Pegasus, Leo y Dragon.
El Planeta AM era el planeta gemelo del Planeta FM, pero cuando el Rey del Planeta FM ascendió al trono, declaro una guerra y destruyo el Planeta FM con Andrómeda, todo producto de una paranoia de ser traicionado alimentada por Géminis. Los únicos sobrevivientes del Planeta AM conocidos son: Pegasus Magic, Leo Kingdom y Dragon Sky, al igual que Omega-xis era en realidad un AM-iano sobreviviente. 
A veces, Geo se topa con 3 compañeros de clase:
- Bud: Un chico gordo que interesa por la comida y los videojuegos.
- Zack: Un niño inteligente que crea su propia enciclopedia.
- Luna: Una niña rica, y delegada del curso.

Ellos 3 insisten que Geo debe volver a clases. Un día, Geo conoce a Sonia Strumm, una chica cantante que ya no pudo cantar más, producto de la desaparición de su madre. Tras la batalla contra Sonia como HarpNote, se hace amigos, formando su primera Bandahermano. Además, Harp, la FM-iana que convirtió a Sonia como HarpNote, traicionó al Rey FM a escondidas y ayuda a Geo en varias oportunidades contra los FM-ianos.
Las zonas son: Sierra de Eco, AMAKEN, el Mall y la Isla de los Sueños, esta última revela que Pat era bipolar y se convierte en Rey (Mat en la versión española), su alterego maligno, portador del FM-iano Gemini, lo que Geo cortó temporalmente las bandas debido al shock sufrido por la bipolaridad de Pat.
Un día, Omega-Xis y HarpNote fueron atacados por FM-ianos en la chatarrería de la Isla de los Sueños, retirando la llave Andrómeda de Omega-Xis, hasta que llegó Geo a erradicarlos. Una vez re-establecida las bandas y encontrada la base espacial en la chatarrería, se inicia la gran guerra en la estación espacial contra los FM-ianos restantes y al final, el Rey FM convoca a Andrómeda para destruir la Tierra, pero fue arruinado sus planes por MegaMan. Omega-Xis le explica al Rey FM de formar BrotherBands y aparece los administradores para vigilar al Rey FM y enseñarle sobre las Brotherbands. 
Ya cuando Geo intenta regresar a la tierra, la estación está a punto de ser destruida, no sin antes usar la cápsula de escape. Después del aterrizaje, Geo es llevado al hospital para constatar lesiones pero fue dado de alta y regresa al colegio, terminando el juego.

## Desarrollo/sistema de juego
Mega Man Star Force mezcla el RPG con unas batallas estilo Brother Action RPG. Similares a las de MegaMan Battle Network, los combates son en 3D y en vez de batalla lateral y con rejillas de 3x6, es frontal y con rejillas de 5x3. Los métodos de lucha serán similares también, disparando con el típico buster y usando cartas llamadas BattleCards, que otorgan ataques más potentes (espadas, bombas, etc.).
El entorno del juego también está influenciado en gran parte por Battle Network; aunque esta vez en vez de explorar Internet se exploran los caminos que recorren las ondas de radiofrecuencia, que están situados directamente encima del mundo humano.
El juego es compatible con el servicio Nintendo WiFi Connection, usando la BrotherBand como característica En línea.
El SLOT 2 de la DS (no de la DSi, debido a la ausencia de este) permite insertar cualquier juego de Battle Network (incluyendo Rockman EXE 4.5 en la versión japonesa del juego y Battle Chip Challenge), causando Easter Eggs, como el Mega Buster para Omega-Xis y otros objetos personajes o eventos hace 200 años atrás.
Mega Man Star Force consiste en tres versiones diferentes, con diferencias entre ellas. Cada una tiene su satélite y transformación propias.
- Leo: Su transformación es Fire Leo. Su elemento es fuego
- Pegasus: Su transformación es Ice Pegasus. Su elemento es agua
- Dragon: Su transformación es Green Dragon. Su elemento es bosque

Cada transformación cambia el Charge Shot a un ataque de su elemento, dependiendo de la versión del juego. El de Leo es un lanzallamas, el de Pegasus es una burbuja que congela a los enemigos; y por último el de Dragón es un disparo de viento y hojas, el cual daña a todos los enemigos del campo.
También hay otro elemento que difiere entre versiones, que es el Star Force Bang (SFB abreviado), que es exclusivo de cada transformación. Los SFB son ataques potentes que se pueden usar alcanzando unos requisitos este es el ejecutar un "Contraataque" o "Counter" al darle al enemigo. De forma similar a los Charge Shots, cada SFB será del elemento de la transformación. El de Leo es un lanzallamas bastante más grande que el convencional (Atomic Blazer), el de Pegasus será un movimiento que congela a los enemigos (Magician's Freeze), y en Dragon Geo se convertirá en un ciclón que golpea a los enemigos (Elemental Cyclone).

## Brother Band
Brother Band, llamado Bandahermano en la versión española, es una forma de ser amigos de alguien cercano o incluso de otro país. Con esta banda tienes distintas habilidades dependiendo de con quien estés registrado, por ejemplo zapatos flotadores, además teniendo una conexión con otra versión del juego además de obtener una nueva habilidad obtienes la transformación de la otra versión. La caja del juego dice que soporta hasta 7 jugadores vía ad-hoc o WFC.

## Manga
El manga de Star Force estuvo hecho por Masaya Itagaki. Y se publicó en la revista japonesa CoroCoro

## Anime
El anime de Star Force se emitió en Japón, en la cadena de televisión TV Tokyo a las 8:30 AM (UTC +9) cada sábado con 76 episodios transmitidos y luego en Estados Unidos solo los primeros 25 episodios. Los capítulos fueron de 10 minutos de duración en Japón.
El anime fue realizado por Xebec con un total de 55 capítulos que también tiene una segunda temporada llamada Mega Man Star Force Tribe (Ryūsei no Rockman Tribe) de 21 capítulos más.

## Merchandising
El Transer de Star Force, convertido en juguete gracias a Takara Tomy (como los PET de MegaMan Battle Network por Mattel). Su sistema será muy parecido a los antiguos PETs.
También se vierón juguetes de Shooting Star Rockman en los menús infantiles de los McDonald's japoneses durante el 2006 y 2007.

## Juegos relacionados
- MegaMan Battle Network
- Mega Man Star Force Leo, Pegasus, Dragon
- Mega Man Star Force 2 Zerker X Saurian, Zerker X Ninja.
- Mega Man Star Force 3 Black Ace y Red Joker
- RockMan .EXE operate shooting star

## Recepción
Megaman Star Force, en todas sus versiones, recibió reseñas generalmente positivas de parte de los críticos especializados, a pesar de esto se le llamo a su gameplay bueno, pero con falta de originalidad y contenido nuevo, siendo muy similar a Battle Network.
En ventas también obtuvo buenos resultados, vendiendo 593 675 unidades en Japón.